# Даугава/РФШ
Футбо́льный клуб «Даугава/РФШ» (латыш. Futbola klubs „Daugava/RFS”) — бывший латвийский футбольный клуб.

## Названия
- ФСК «Даугава-90» (2006—2007)
- «Даугава» Рига (2008—2009)[a]
- «Даугава»/РФШ (2010)

## История
В 2003 году у тренера Владимира Беляева возникли разногласия с директором «ЮФЦ Сконто» по вопросам подготовки юных футболистов. Тренер при поддержке родителей воспитанников своей группы футболистов 1990 года рождения учредил новую команду — футбольную школу «Даугава».
Юридически она была создана в качестве структурного подразделения при спортивном агентстве «Балтик Сервис» Андрея Бахарева. В 2005 году футбольная школа превратилась в полноценный футбольный клуб (ФСК) «Даугава-90» с несколькими юношескими командами.
Первый опыт во взрослом футболе воспитанники клуба получили в 2006 году, участвуя в первенстве Риги (Вторая лига Латвии по футболу).
В 2010 году клуб стал сотрудничать с Рижской футбольной школой, поэтому название изменилось на «Даугава/РФШ». С 2011 года клуб функционирует как футбольная школа «Даугава» без самостоятельных команд в чемпионатах Латвии.

## Результаты выступлений
| Сезон | Лига        | Место | И   | В  | Н  | П  | Голы    | О   |  | Кубок         |
| ----- | ----------- | ----- | --- | -- | -- | -- | ------- | --- |  | ------------- |
| 2006  | Вторая лига | 7     | 18  | 7  | 0  | 11 | 53‒94   | 21  |  | 1/16 финала   |
| 2007  | Первая лига | 11    | 30  | 11 | 6  | 13 | 51‒72   | 39  |  | 1/8 финала    |
| 2008  | Первая лига | 1     | 28  | 20 | 3  | 5  | 89‒26   | 63  |  | не участвовал |
| 2009  | Высшая лига | 8     | 32  | 3  | 5  | 24 | 26‒116  | 14  |  | 1/4 финала    |
| 2010  | Первая лига | 3     | 22  | 13 | 5  | 4  | 51‒27   | 44  |  | 1/4 финала    |
| Всего | Всего       | Всего | 130 | 54 | 19 | 57 | 270‒335 | 181 |  |               |

1. 1 2  Во Второй лиге 2009 играла команда «Даугава-2».

## Главные тренеры
- Владимир Беляев (2005—2009)
- Сергей Семёнов (2009—2010)